# 月桂胺
月桂胺是一种有机化合物，化学式为C12H27N。它可以三月桂酸甘油酯在五氧化二钒或沸石催化下和氨反应，再氢化制得。
它和乙酸酐在三乙胺存在下反应，可以得到N-十二烷基乙酰胺。